# 美國醫師執照考試
美國醫師執照考試（英文：United States Medical Licensing Examination）是一個多重部分的專業考試。在醫學界裡，一般人簡稱為USMLE。所有想要在美國實習的醫生都必須通過這項專業考試。這項考試共有三個部分，即第一阶段、第二阶段和第三阶段。這項考試是由美國聯邦醫藥協會（Federation of State Medical Boards（FSMB））和美國國家家醫學考試部（National Board of Medical Examiners® (NBME®)）所主辦的。自1992年起以筆紙測驗方試實施，1999年起改為電腦測驗（Computer-Based Testing，CBT）。

## 第一階段
美國醫師執照考試第一步，在醫學界裡，通常簡稱為USMLE Step 1或Step 1。
第一階段為基礎醫學考試，總共有7個部分，試程為8個小時，總共280道選擇題，每一部分40題，必須在一天內完成，考試的主要範圍是解剖學、行為科學、生物化學、微生物學、病理學、藥理學、生理學，也包括一些綜合性的主題，例如營養、遺傳、老化和美國的一些保健制度。第一階段的試題一般是測驗考生解讀圖表的能力，以及如何將基本醫學知識應用到臨床問題上。第一階段的測驗費用是790美金。考生必須擁有醫學畢業文憑或至少在醫學院內完成兩年醫學教育。
在美國，這項考試的分數非常具有競爭性且對任何一位想要在美國當醫生的人非常重要，主要原因在於幾乎所有的醫院都以此考試作為录取住院醫生的其中一個主要標準，對於一些競爭非常激烈的專科，有的甚至規定只有達到某個分數以上的學生方能有機會申請，比如，皮膚科在美國是被公認的競爭最激烈的專科，想要申請皮膚科的住院醫生職位，通常上分數都不能在240分以下。

## 第二階段
這部分的考試測試醫學生的應用醫學知識和臨床技術的能力。一般上，美國醫學生在４年級的時候會報考該考試。

### 臨床知識
第二階段臨床醫學考試 ，分8部分，試程9小時，一天完成，內容：內科、產科學、婦科醫學、小兒科、預防藥品、精神醫學、外科及其它提供醫療照顧之相關領域。考題著重於臨床情況之描述、提供診斷和預後等等；其次則是醫療保健和預防措施等。第二階段試題通常會要求考生解讀圖表與分析實驗室資料。考生必須醫學院畢業或至少在十二個月內可完成完整的醫學教育。

### 臨床診斷能力
1997年7月1日起，USMLE STEP2增加了臨床診斷能力的測驗，其測驗目的主要是測驗臨床診斷能力與英文會話，考生需在現場以英語幫病人正確診斷。
CSA考試時間為七小時，整年度實施，所有考生都必須在美國进行考试。以前必須先通過STEP1、STEP2後才可參加CSA考試。目前，Step 1, Step 2 CK以及Step 2 CS並沒有一定的報名順序。医学生可以在网络上任選其中一個報名。通過這三個考試就可以擁有ECFMG證書，就可以再考step 3。
目前該項考試只能在以下的地點进行考试：
- 費城（PA）
- 芝加哥（IL）
- 亞特蘭大（GA）
- 休斯敦（TX）
- 洛杉磯（LA）

## 第三階段
此階段（USMLE step3）只能在美國領土境內應考，試程共需兩天。除一般電腦選擇題測驗之外，還有臨床病例模擬處理題。試題著重內科醫生之工作與臨床醫療行為兩方面。此階段試題主要讓應考者了解在美國行醫可能面臨的實際情況，可說是強調實戰經驗的重要。必須先通過STEP1、STEP2CK及STEP2 CS考試，拿到ECFMG證書後才可報考。Step1&2是申請住院醫師訓練必要前置步驟，而Step3則是行醫執照的筆試。
USMLE step3是真正拿到美國行醫執照的筆試部分，通常再加上美國境內醫院合格臨床訓練兩年後，便可以申請行醫執照。

## 類似考試
- COMLEX-USA
- Professional and Linguistic Assessment Board test（similar exam used in United Kingdom）
- NCLEX-RN and NCLEX-PN（used for nurses in the United States）

## 外部連結
- USMLE official website （页面存档备份，存于）
- ECFMG official website （页面存档备份，存于）
- NBME official website （页面存档备份，存于）
- USMLE forum and usmle help （页面存档备份，存于）
- USMLE forum （页面存档备份，存于）
- Residency & USMLE wiki
- USMLE Forums （页面存档备份，存于）
- 4USMLE Forums （页面存档备份，存于）
- USMLE Prep Forums （页面存档备份，存于）
- USMLEforum.org USMLE Forums
- A medical and USMLE wiki （页面存档备份，存于）
- Residency guidance for FMGs
- Forums for USMLE
- USMLE Step2CS（CSA）Tips-N-Tricks
- Free Listings for USMLE Study Partners!
- Personal Statement Tips-N-Tricks
- H1 Sponsoring Residency List
- Visa Issues for USMLE
- Residency Interviews Tips-N-Tricks
- Residency Interview Experiences Database
- USMLE Steps blog （页面存档备份，存于）
- Study tips and a sample patient encounter by a student who passed the Step 2-CS exam